# George Spencer, II conte Spencer
George John Spencer, II conte Spencer (Wimbledon, 1º settembre 1758 – Althorp, 10 novembre 1834), è stato un nobile e politico britannico, della fazione dei Whig.

## Biografia

### Infanzia
George era il figlio di John Spencer, I conte Spencer, e di sua moglie, Margaret Georgiana Poyntz, figlia di Stephen Poyntz. Suoi padrini furono il Re Giorgio II, William Clavering-Cowper, II conte Cowper (secondo marito di sua nonna) e la sua prozia, la Viscontessa Bateman. Egli venne educato alla Harrow School dal 1770 al 1775, dove vinse la Freccia d'argento (un premio di una nota gara di tiro con l'arco locale) nel 1771. Passò quindi al Trinity College dal 1776 al 1778, dove ottenne il titolo di Master of Arts. Succedette al padre nel 1783.

### Matrimonio
Sposò, il 6 marzo 1781, Lady Lavinia Bingham (1762–1831), figlia di Charles Bingham, I conte di Lucan. Ebbero nove figli.

### Carriera politica
Spencer fu membro del parlamento del Northamptonshire (1780-1782) e per il Surrey (1782-1783). Ha prestato giuramento al Consiglio Privato nel 1794.
Egli prestò servizio sotto il comando di William Pitt come Primo Lord dell'Ammiragliato dal 1794 al 1801, e quindi come Ministro di Tutti i Talenti e Segretario. Egli divenne rinomato per i propri interessi relativi alla letteratura. Molte delle sue relazioni d'amicizia, furono infatti con scrittori rinomati. Suo figlio John Charles fu uno dei capi architetti del passaggio della Grande Riforma nel 1832. Sua sorella Georgiana sposò il Duca del Devonshire e divenne una strenua sostenitrice della fazione degli Whig. Spencer fu anche Alto Steward di St Albans dal 1783 al 1807, Sindaco di St Albans nel 1790, Presidente della Royal Institution (1813-1825) e Commissario del Registro Pubblico nel 1831.
Diventò Fellow della Royal Society nel 1780 e Fellow della Society of Antiquaries di Londra nel 1785. Il 18 febbraio 1793, fu nominato vice luogotenente del Northamptonshire.

### Collezionista
Spencer era noto per il suo interesse per la letteratura e in particolare per la sua bibliofilia, concentrata prevalentemente verso i primi esempi di stampa. È stato l'istigatore e primo Presidente del Roxburghe Club (un esclusivo club letterario), fondato nel 1812. Quando Napoleone istigò la secolarizzazione della case religiose nel sud della Germania, Spencer utilizzò un monaco benedettino, Alexander Horn, per acquisire molti libri rari e manoscritti della biblioteca locale. Dopo la Restuarazione, sfruttò la dissestata condizione economica del nobile napoletano Luigi Serra di Cassano, IV duca di Cassano, compromesso col regime napoleonico, per incamerare buona parte del suo enorme patrimonio librario, acquistando tra le altre una rara edizione quattrocentesca delle opere di Orazio.
La sua collezione di decine di migliaia di volumi, che includeva la raccolta quasi completa di edizioni aldine mai riunite, fu messa in vendita nel 1892 e acquistata da Enriqueta Rylands per la John Rylands Library ed è stata indicizzata da Alice Margaret Cooke.

### Morte
Egli morì nel 1834, all'età di 76 anni ad Althorp e venne sepolto nel vicino villaggio di Great Brington il 19 novembre di quell'anno.
George Spencer è antenato diretto di Diana, principessa del Galles e quindi dell'erede al trono britannico, principe William.

## Discendenza
Dal matrimonio tra George e Lady Lavinia Bingham nacquero:
- John Spencer, III conte Spencer (1782–1845);
- Lady Sarah (1787–1870), sposò William Lyttelton, III barone Lyttelton, ebbero cinque figli;
- Lord Richard (1789–1791);
- Lord Robert Cavendish (1791–1830);
- Lord William (nato e morto nel 1792);
- Harriet (nata e morta nel 1793);
- Lady Georgiana Charlotte (1794–1823), sposò George Quin, ebbero quattro figli;
- Frederick Spencer, IV conte Spencer (1798–1857);
- reverendo George (1799–1864).

## Ascendenza
|                                  |                |                                   | Genitori                              |  |  | Nonni |  |  | Bisnonni                                 |  |  | Trisnonni                              |  |
|                                  |                |                                   |                                       |  |  |       |  |  | Charles Spencer, III conte di Sunderland |  |  | Robert Spencer, II conte di Sunderland |  |
|                                  |                |                                   |                                       |  |  |       |  |  | Charles Spencer, III conte di Sunderland |  |  | Robert Spencer, II conte di Sunderland |  |
|                                  |                | Anne Digby                        |                                       |  |  |       |  |  | Charles Spencer, III conte di Sunderland |  |  |                                        |  |
| John Spencer                     |                |                                   |                                       |  |  |       |  |  | Charles Spencer, III conte di Sunderland |  |  |                                        |  |
|                                  |                | Anne Churchill                    | John Churchill, I duca di Marlborough |  |  |       |  |  |                                          |  |  |                                        |  |
|                                  |                | Anne Churchill                    | John Churchill, I duca di Marlborough |  |  |       |  |  |                                          |  |  |                                        |  |
|                                  |                | Anne Churchill                    | Sarah Jennings                        |  |  |       |  |  |                                          |  |  |                                        |  |
| John Spencer, I conte Spencer    |                | Anne Churchill                    |                                       |  |  |       |  |  |                                          |  |  |                                        |  |
|                                  |                | John Carteret, II conte Granville | George Carteret, I barone Carteret    |  |  |       |  |  |                                          |  |  |                                        |  |
|                                  |                | John Carteret, II conte Granville | George Carteret, I barone Carteret    |  |  |       |  |  |                                          |  |  |                                        |  |
|                                  |                | John Carteret, II conte Granville | Grace Granville, I contessa Granville |  |  |       |  |  |                                          |  |  |                                        |  |
| Georgiana Caroline Carteret      |                | John Carteret, II conte Granville |                                       |  |  |       |  |  |                                          |  |  |                                        |  |
|                                  |                | Frances Worsley                   | Robert Worsley, IV baronetto          |  |  |       |  |  |                                          |  |  |                                        |  |
|                                  |                | Frances Worsley                   | Robert Worsley, IV baronetto          |  |  |       |  |  |                                          |  |  |                                        |  |
|                                  |                | Frances Worsley                   | Frances Thynne                        |  |  |       |  |  |                                          |  |  |                                        |  |
| George Spencer, II conte Spencer |                | Frances Worsley                   |                                       |  |  |       |  |  |                                          |  |  |                                        |  |
|                                  | William Poyntz | Newdigate Poyntz                  |                                       |  |  |       |  |  |                                          |  |  |                                        |  |
|                                  | William Poyntz | Newdigate Poyntz                  |                                       |  |  |       |  |  |                                          |  |  |                                        |  |
|                                  | William Poyntz | Mary Parkyns                      |                                       |  |  |       |  |  |                                          |  |  |                                        |  |
| Stephen Poyntz                   | William Poyntz |                                   |                                       |  |  |       |  |  |                                          |  |  |                                        |  |
|                                  |                | Jane Monteage                     | Stephen Monteage                      |  |  |       |  |  |                                          |  |  |                                        |  |
|                                  |                | Jane Monteage                     | Stephen Monteage                      |  |  |       |  |  |                                          |  |  |                                        |  |
|                                  |                | Jane Monteage                     | Jane Deane                            |  |  |       |  |  |                                          |  |  |                                        |  |
| Margaret Poyntz                  |                | Jane Monteage                     |                                       |  |  |       |  |  |                                          |  |  |                                        |  |
|                                  |                | Lewis Mordaunt                    | John Mordaunt, I visconte Mordaunt    |  |  |       |  |  |                                          |  |  |                                        |  |
|                                  |                | Lewis Mordaunt                    | John Mordaunt, I visconte Mordaunt    |  |  |       |  |  |                                          |  |  |                                        |  |
|                                  |                | Lewis Mordaunt                    | Elizabeth Carey                       |  |  |       |  |  |                                          |  |  |                                        |  |
| Anna Maria Mordaunt              |                | Lewis Mordaunt                    |                                       |  |  |       |  |  |                                          |  |  |                                        |  |
|                                  |                | Mary Collyer                      | Thomas Collyer                        |  |  |       |  |  |                                          |  |  |                                        |  |
|                                  |                | Mary Collyer                      | Thomas Collyer                        |  |  |       |  |  |                                          |  |  |                                        |  |
|                                  |                | Mary Collyer                      | Mary Lunsford                         |  |  |       |  |  |                                          |  |  |                                        |  |
|                                  |                | Mary Collyer                      |                                       |  |  |       |  |  |                                          |  |  |                                        |  |